# زونداپ

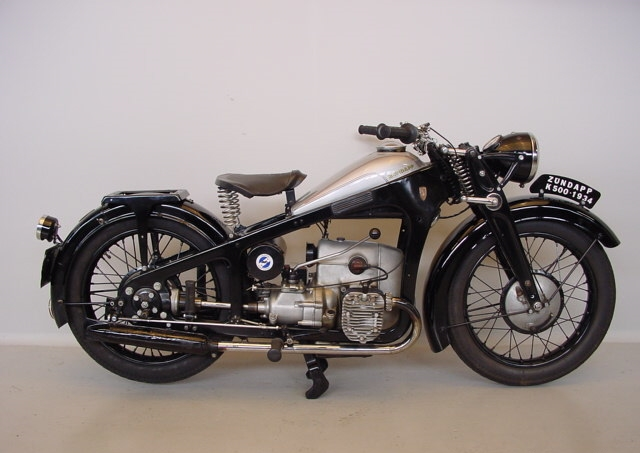
موتورسیکلت KS500 محصول سال ۱۹۳۴

زونداپ (به آلمانی: Zündapp) یکی از تولیدکنندگان عمده موتورسیکلت در آلمان بود. این شرکت در سال ۱۹۱۷ در نورمبرگ پایه‌گذاری شد. اولین موتورسیکلت زونداپ مدل z۲۲ در سال ۱۹۲۱ ساخته شد. این شرکت در سال ۱۹۸۴ ورشکست شد.